# Saimiri collinsi
Saimiri collinsi  is een zoogdier uit de familie van de kapucijnapen en doodshoofdaapjes (Cebidae). De wetenschappelijke naam van de soort werd voor het eerst geldig gepubliceerd door Wilfred Hudson Osgood in 1916.

## Voorkomen
De soort komt voor in noordoostelijk Brazilië, ten zuiden van de Amazone-rivier en ten oosten van de Rio Xingu.